# Катаби, Дина
Дина Катаби (Dina Katabi; род. 1971, Дамаск, Сирия) — американский информатик, занимающаяся инновационными мобильными и беспроводными технологиями, в особенности для применения в области цифрового здравоохранения.
Член Национальной инженерной академии США (2017), доктор философии, профессор Массачусетского технологического института.
Лауреат стипендии Мак-Артура (2013).

## Биография
Окончила Университет Дамаска (бакалавр, 1995).
В Массачусетском технологическом институте получила степени магистра (1999) и доктора философии (2003).
Её докторская диссертация в том же 2003 году отмечается ACM Honorable Mention award и Sprowls Dissertation Award.
В настоящее время именной профессор (Andrew & Erna Viterbi Professor) Массачусетского технологического института, а также директор его центра Wireless Networks & Mobile Computing (Wireless@MIT), для запуска которого она сотрудничала с профессором Hari Balakrishnan. Разработку технологий на основе её исследований ведут два стартапа — PiCharging и Emerald. Фелло Ассоциации вычислительной техники (2013).

## Награды и отличия
- NSF Career Award[англ.] (2005)
- Стипендия Слоуна (2006)
- NBX Career Development Chair (2006)
- Young Professional Award (2008)
- SIGCOMM[англ.] Best Paper Award (2008, 2011, 2016)[4]
- IEEE Communications Society William R. Bennett Prize (2009)
- Faculty Research Innovation Fellowship (2011)
- Премия имени Грейс Мюррей Хоппер, Ассоциация вычислительной техники (2012)
- Стипендия Мак-Артура (2013)
- ACM SIGCOMM Test of Time Paper Award (2014)
- Jerome H. Saltzer Teaching Award (2015)
- ACM Prize in Computing[англ.] (2017)[5]